# Lyndon LaRouche
Lyndon Hermyle LaRouche (ur. 8 września 1922 w Rochester, zm. 12 lutego 2019 w Leesburg) – amerykański działacz polityczny, założyciel wielu organizacji politycznych w USA i na całym świecie, wielokrotny kandydat na urząd prezydenta USA. LaRouche ubiegał się o nominację prezydencką Partii Demokratycznej aż osiem razy (od 1976, łącznie z rokiem 1992, gdy był w więzieniu), zawsze bezskutecznie. Czterokrotnie kandydował na urząd Prezydenta USA (1976, 1984, 1988, 1992), jednak nigdy nie uzyskał nawet stu tysięcy głosów.
Swoją karierę polityczną rozpoczął w trockistowskiej Socialist Workers Party. W 1968 r. tworzy własne ugrupowanie National Caucus of Labor Committees, z którego niebawem wyrosły US Labor Party i jej europejskie odgałęzienia (Europäische Arbeiter-Partei, Europeiska Arbetarpartiet, Parti Ouvrier Europeen, Parti Operaio Europeo), tworzące „światowy marksistowski ruch pracy”. Konflikty z innymi frakcjami skrajnej lewicy sprawiły, że USLP nawiązała na płaszczyźnie populizmu kontakty ze skrajną prawicą a sam LaRouche na początku lat 80. określił się jako „konserwatywny demokrata”. Niemiecka sekcja ruchu larouchystowskiego podkreślając zerwanie z lewicą w 1985 r. zmieniła nazwę na Patrioten für Deutschland, a 1992 r. na Bürgerrechtsbewegung Solidarität. Ruch LaRouche’a działa również poprzez organizacje społeczne takie jak Human Rights Coalition, Europäische Landwirtekommission Commission, Internationale d’Enquête sur les Atteintes aux Droits de l’Homme, Fusions-Energie-Forums czy Schiller Institute. Wydaje pisma „New Federalist”, „Neue Solidarität”, „Executive Intelligence Review” i inne. 
Ideologia larouchystowska odwołuje się do tradycji „Platona, Leibnitza i Franklina” postulując rządy „humanistycznej elity”. Wiąże się z tym konserwatyzm kulturowy w duchu judeochrześcijańskim (m.in. postulat wskrzeszenia klasycznej kultury europejskiej). Program gospodarczy zakłada daleko posunięty interwencjonizm państwowy i masywne inwestycje publiczne (m.in. projekt „Eurazjatyckiego Mostu Lądowego”, wyprzedzający chińską inicjatywę „Nowego Jedwabnego Szlaku”). Cechą charakterystyczną larouchyzmu jest spiskowa wizja dziejów, w której centrum ludobójczej konspiracji stanowi brytyjska finansjera. 